# Thoetmoses (beeldhouwer)

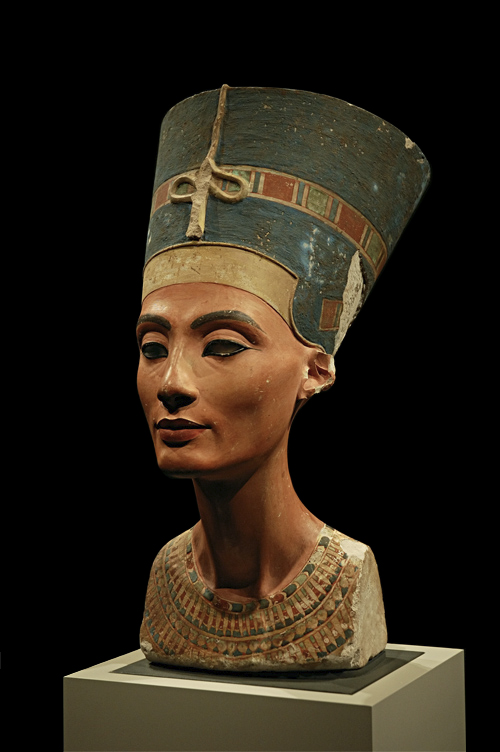
Thoetmoses' buste van Nefertiti

Thoetmoses was een oud-Egyptische kunstenaar, die tegenwoordig voornamelijk bekend is van de wereldberoemde buste (rechts) die hij maakte van koningin Nefertiti.
Thoetmoses was ten tijde van het regering van Achnaton de belangrijkste hofbeeldhouwer. Hij had zich gevestigd in Amarna, waar de koning ook woonde. In 1912 vond een team van Duitse egyptologen de woning van Thoetmoses. In het gebouw werden diverse kunstobjecten gevonden met zijn naam en titel (favoriet van de farao en meester van zijn Ambt, de beeldhouwer Thoetmoses) erop, en aangezien het huis duidelijk ook als studio diende, werd de link met Thoetmoses snel gelegd.
Tegenwoordig worden er werken van Thoetmoses tentoongesteld in onder andere het Altes Museum te Berlijn.